# Eleição municipal de Sorocaba em 1982
A eleição municipal de Sorocaba em 1982 ocorreu 15 de novembro e o prefeito eleito foi Flávio Chaves (PMDB). Flávio venceu com uma boa vantagem sobre outros seis candidatos, para comandar a cidade no período de 1983 a 1988.

## Resultados eleitorais
Dados obtidos no site do Sistema Estadual de Análise de Dados de São Paulo. Foram computados 127.090, sendo 110.345 válidos, 11.632 brancos e 5.113 nulos. O resultado é:
| Candidatos a prefeito               | Votos  | Percentual |
| ----------------------------------- | ------ | ---------- |
| Flávio Chaves PMDB                  | 50.558 | 45,82%     |
| Armando Pannunzio PDS               | 25.342 | 22,97%     |
| Agrário Gilson Antunes Teixeira PTB | 17.294 | 15,67%     |
| Fausto Carneiro PT                  | 12.507 | 11,33%     |
| Osvaldo Duarte Filho PTB            | 2.216  | 2,01%      |
| Edward Marciano Frufru da Silva PTB | 1.957  | 1,77%      |
| Nelson Benites PDT                  | 471    | 0,43%      |